# Majed Ben Ali
Majed Ben Ali, né le 24 janvier 1985 à Bizerte, est un footballeur tunisien évoluant au poste de gardien de but.

## Carrière
Il entame sa carrière au sein de l'Association sportive de Menzel Jemil, où il occupe le poste de gardien de but.
Il joue ensuite dans différents clubs tunisiens, notamment dans les catégories juniors, espoirs et seniors du Club athlétique bizertin et de l'Étoile sportive du Sahel. 
Il est présent lors de la finale de la Ligue des champions de la CAF 2005 avec l'Étoile sportive du Sahel, en tant que deuxième gardien. Son équipe perd cette finale (match aller 0-0 à Sousse et match retour 0-3 au Caire) contre Al Ahly.
Il est le capitaine de l'AS Kasserine et du Club sportif de Makthar. 
Il joue également avec l'équipe de Tunisie des moins de 20 ans lors de la coupe d'Afrique des nations junior 2003, et avec l'équipe de Tunisie olympique lors des Jeux méditerranéens de 2005.

## Clubs
- 1990-1995 :  Association sportive de Menzel Jemil
- 1995-2002 :  Club athlétique bizertin (Ligue I)
- 2002-2006 :  Étoile sportive du Sahel (Ligue I)[1]
- 2006-2007 :  Avenir sportif de La Marsa (Ligue I)[1]
- 2007 :  Jeunesse sportive kairouanaise (Ligue II)[2]
- 2007-2008 :  El Makarem de Mahdia (Ligue II)[2]
- 2008-2009 :  Espérance sportive de Zarzis (Ligue II)
- 2009-2010 :  Stade africain de Menzel Bourguiba (Ligue II)
- 2010-2012 :  Avenir sportif de Kasserine (Ligue I puis Ligue II)
- 2012-2013 :  Olympique du Kef (Ligue I)
- 2013-2014 :  Océano Club de Kerkennah (Ligue III)
- 2014-2015 :  Club sportif de Makthar (Ligue III)
- 2015-201.. :  Croissant sportif chebbien (Ligue III)

## Palmarès
- Ligue des champions de la CAF
  - Finaliste : 2005 (ne joue pas la finale)
- Championnat de Tunisie de football (Ligue I)
  - Vice-champion : 2003, 2004, 2005, 2006
- Championnat de Tunisie (Ligue II)
  - Vainqueur : 2008-2009